# Lukanc
Lukanc je priimek več znanih Slovencev:

## Znani nosilci priimka
- Aleksander (Aleš) Lukanc (1919 - ?)
- Alojz Lukanc (1917 - ?), veterinar
- Barbara Lukanc, veterinarka
- Božidara Lukanc (1931 - ), veterinarka >> IJS - radiobiologija
- David Lukanc (*1993), nogometaš
- Matevž Lukanc (1926 - 2002), alpski smučar
- Mihael Lukanc (1844 - ?), avstrijski vojak pri Custozi, kasneje polkovnik
- Mihael Lukanc (1886 - po? 1941), brigadni general VKJ
- Slavko Lukanc (1921 - ?), alpski smučar